# Sten Iwarson
Sten Axel Iwarson, född 28 april 1940 i Svenljunga, är en svensk läkare och professor emeritus i infektionsmedicin vid Göteborgs universitet.
Sten Iwarson tog studenten i Helsingborg 1959, blev medicine kandidat 1961 och medicine licentiat 1967 i Göteborg. Han disputerade vid Göteborgs universitet 1973 på en avhandling om hepatit. Det året utnämndes han även till docent i akuta infektionssjukdomar och till biträdande överläkare vid Östra sjukhusets infektionsklinik. Iwarson utnämndes sedan år 1980 till professor och överläkare vid samma klinik och sjukhus. Här verkade han även som klinikchef till 1994 och var chefsläkare vid sjukhuset till 1994–96. Han var ordförande för Svenska infektionsläkarföreningen 1981–83, gästforskare vid Bureau of Biologics, FDA, Bethesda, Maryland, USA, 1983–84. Han var 1994–2004 ordförande för Läkemedelsindustriföreningens FASS-kommitté, 1996–2008 var han ordförande för Läkemedelskommittén i Göteborg och 2002–2004 ledamot av Tandvårds- och Läkemedelsförmånsnämnden.
Sten Iwarson invaldes 1998 som Honorary Fellow vid Royal College of Physicians i London (FRCP) och har under sin karriär varit sakkunnig inom infektionsområdet vid Socialstyrelsen, Läkemedelsverket och Landstingsförbundet. Han har medverkat i ett stort antal vetenskapliga publikationer och i omkring böcker inom infektionsmedicin och är välkänd som redaktör för den klassiska läroboken Infektionsmedicin – epidemiologi, klinik, terapi, som utkom i sex upplagor under 25 år.
Iwarson gifte sig 1964 med Birgitta Rennerfelt.